# Nguyệt Ấn
Nguyệt Ấn là một xã thuộc huyện Ngọc Lặc, tỉnh Thanh Hóa, Việt Nam.
Xã có diện tích 32,28 km², dân số năm 2004 là 9654 người, mật độ dân số đạt 299 người/km².
Bí thư đảng ủy: Lưu Đình Thường
Chủ tịch UBND xã: Nguyễn Hữu Đức
Phó bí thư thường trực: Bùi Minh Tuấn
Phó chủ tịch UBND xã: Lương Văn Ninh
Phó chủ tịch UBND xã: Lê Văn Tiến
Phó chủ tịch HDND xã: Lê Thị Lan
- Giáo dục

Xã có 6 trường học với 2 trường Mầm Non, 2 trường tiểu học, 1 trường THCS và 1 TTGDTX-GDNN

Chú thích
1. ↑  15/2004/NĐ-CP
2. 1 2 3  "Mã số đơn vị hành chính Việt Nam". Bộ Thông tin & Truyền thông. Bản gốc lưu trữ ngày 24 tháng 3 năm 2013. Truy cập ngày 10 tháng 4 năm 2012.
3. ↑  Tổng cục Thống kê